# Cat Orgy
«Cat Orgy» (En España «Orgía Gatuna» y en Hispanoamérica «Orgía de Gatos») es el episodio 7 de la tercera temporada de la serie animada South Park. El episodio es la primera parte de una trilogía de episodios referentes a una lluvia de meteoros, la cual muestra tres historias. Sus dos secuelas con «Two Guys Naked in a Hot Tub» y «Jewbilee». En este episodio el protagonista principal es Eric Cartman.

## Trama
El episodio comienza cuando una noche se presentara una lluvia de asteroides. Liane Cartman, madre de Eric, va a una fiesta elegante organizada por el Sr. Mackey dejando a Eric bajo el cuidado de Shelly Marsh. Cartman se resiste a que Shelly sea su niñera pero esta con su enorme temperamento le pide que no interrumpa su cita con su novio Skyler, 10 años mayor que ella. Cartman quien antes se encontraba jugando Wild Wild West vestido como Will Smith trata de enviar una foto de ella con su novio, para que su madre volviese y sacase a Shelly y Skyler de su casa. Para ello Cartman le pide a su gata Mr. Kitty que envie tal mensaje pero la gata se encuentra en celo y empieza a causarle problemas posteriormente.
Mr. Kitty ve un documental de dos leones teniendo relación sexual, porque intuye que para deshacerse de su etapa huye de la casa para buscar gatos. Tiempo después, Cartman había tomado una foto de Shelly y Skyler besándose y ordena a Mr. Kitty llevar la foto a casa de Mackey donde estaba su madre pero la gata es recuperada por Shelly. Cartman decide mejor grabar una conversación entre ambos, pero Skyler trae a su grupo de Rock para ensayar, algo que no esperaba Shelly y además del constante rechazo de ella a tener relaciones sexuales con él. Por tanto Skyler rompe con ella.
Cartman y Shelly deciden hacer amigos, para vengarse de Skyler y deciden ir a su casa cerca al bosque. Mientras Cartman con una grabación hacía creer a Skyler que en el bosque estaba Salma Hayek desnuda, Shelly rompe su guitarra de Skyler. Al volver ambos a casa, observan que Kitty había traído a su grupo de gatos en medio de una orgía (hasta con un gato inhalando comida para gato como si fuese heroína o cocaína). Skyler llega furioso a la residencia de Cartman, pero cuando Cartman le arroja, la comida de gato a Skyler, todos los gatos lo atacan violándolo a él. En ese tiempo, llega Liane Cartman (LA MADRE DE ERIC CARTMAN), a pesar de que en un determinado momento, ambos se echan la culpa, Shelly y Cartman mejoran su relación y bailan finalizando el capítulo de televisión.